# Каменська (телесеріал)
Каменська (рос. Каме́нская) — російський детективний телесеріал за романами Олександри Мариніної. Компанія «Pyramid Home Video» випустила відеопрем'єру 14 грудня 1999 року, а телепрем'єру на телебаченні — 2 січня 2000 року.

## Сюжет
У центрі сюжету серіалу — розслідування, що проводяться майором міліції аналітиком карного розшуку Анастасією Павлівною Каменською. Кожен епізод серіалу, як правило, заснований на одній з книг однойменного циклу Олександри Мариніної. Майор міліції Анастасія Павлівна Каменська переходить у Відділ вбивств Московського кримінального розшуку під керівництвом полковника Віктора Олексійовича Гордєєва. Разом з нею працюють майор міліції Юрій Коротков і капітан міліції Михайло Лєсніков, з другого сезону замість пішовшого в Інтерпол, а потім і в ФСБ Лєснікова в її команді починає працювати капітан міліції з районного управління Михайло Доценко. Часто у злочинах, які розслідує Каменська, замішані або навіть причетні до нього авторитетні люди: політики, бізнесмени, голови великих організацій.

## Серіал
- Каменська. Частина 1 (1999—2000 роки):[7]
  - «Збіг обставин», 2 серії (рос. Стечение обстоятельств)
  - «Гра на чужому полі», 2 серії (рос. Игра на чужом поле)
  - «Вбивця мимоволі», 2 серії (рос. Убийца поневоле)
  - «Смерть заради смерті», 2 серії (рос. Смерть ради смерти)
  - «Шістки вмирають першими», 2 серії (рос. Шестёрки умирают первыми)
  - «Смерть і трохи любові», 2 серії (рос. Смерть и немного любви)
  - «Чужа маска», 2 серії (рос. Чужая маска)
  - «Не заважайте катові», 2 серії (рос. Не мешайте палачу), перегляд на YouTube

Сезон складається з 16-и серій, об'єднаних у 8-м фільмів. Прем'єра відбулася 2 січня 2000 року на телеканалі «НТВ».
- Каменська. Частина 2 (2002 р.):[8]
  - «Вкрадений сон», 4 серії (рос. Украденный сон)
  - «Я помер вчора», 4 серії (рос. Я умер вчера)
  - «Чоловічі ігри», 4 серії (рос. Мужские игры)
  - «За все треба платити», 4 серії (рос. За всё надо платить)

Сезон складається з 16 серій, об'єднаних в 4 фільми. Прем'єра відбулася 26 серпня 2002 року на телеканалі «РТР».
- Каменська. Частина 3 (2003):[9]
  - «Ілюзія гріха», 4 серії (рос. Иллюзия греха)
  - «Коли боги сміються», 4 серії (рос. Когда боги смеются)
  - «Стиліст», 4 серії (рос. Стилист)
  - «Сьома жертва», 4 серії (рос. Седьмая жертва)

Сезон складається з 16 серій, об'єднаних в 4 фільми. Прем'єра відбулася 29 вересня 2003 року на телеканалі «Росія».
- Каменська. Частина 4 (2005):[10]
  - «Особиста справа» (рос. Личное дело)
  - «Тінь минулого» (рос. Тень прошлого)
  - «Двійник» (рос. Двойник)

Знятий за романами Марініної О. «Привид музики» рос. Призрак музыки 1998 року (у стрічці «Особиста справа»), «Світлий лик смерті» рос. Светлый лик смерти 1996 року (у стрічці «Тінь минулого») і «Незачинені двері» рос. Незапертая дверь 2001 року (у стрічці «Двійник»). Складається з 12 серій, по 4 серії на кожен роман. Прем'єра відбулася 19 вересня 2005 року на телеканалі «Росія».
- Каменська. Частина 5 (2008):[11]
  - «Реквієм» (рос. Реквием)
  - «Ім'я потерпілого — ніхто» (рос. Имя потерпевшего — никто)
  - «Виючі пси самотності» (рос. Воющие псы одиночества)
  - «Посмертний образ» (рос. Посмертный образ)
  - «Співавтори» (рос. Соавторы)
  - «Закон трьох заперечень» (рос. Закон трёх отрицаний)

Складається з 12 серій, по 2 серії на кожен роман. Прем'єра відбулася 25 березня 2009 року на телеканалі «Росія».
- Каменська. Частина 6 (2011):[12]
  - «Згадати — не можна» (рос. Вспомнить — нельзя)
  - «Проста комбінація» (рос. Простая комбинация)
  - «Міський тариф» (рос. Городской тариф)
  - «Заміна об'єкта» (рос. Замена объекта)
  - «Чорний список» (рос. Чёрный список)
  - «Пружина для мишоловки» (рос. Пружина для мышеловки)

Складається з 12 серій, по 2 серії на кожен роман. Прем'єра відбулася 22 серпня 2011 року на телеканалі «Росія-1».

## Заборона в Україні
В Україні цей серіал заборонено транслювати від 2015 року. Причина заборони — прославляння у фільмі силових структур держави-агресора.